# Víctor Aristizábal
Víctor Hugo Aristizábal (Medellín, 9 december 1971) is een voormalig profvoetballer uit Colombia. Hij speelde als aanvaller en luisterde onder meer naar de bijnaam Aristigol.

## Clubcarrière
Aristizábal begon zijn carrière bij Atlético Nacional in zijn geboorteplaats Medellín. Vanaf 1994 maakte de aanvaller vele omzwervingen en speelde hij onder meer in Spanje en Brazilië. Hij beëindigde zijn loopbaan in 2007 wegens een knieblessure. Aristizábal was eenmaal topscorer in de hoogste afdeling van het Colombiaanse profvoetbal, de Copa Mustang. Hij speelde in totaal achttien duels (33 goals) in de Copa Libertadores.
Op 12 juli 2008 speelde Aristizábal, ten overstaan van ruim 45.000 fans, zijn officiële afscheidswedstrijd in het Estadio Atanasio Girardot in Medellín. Aristizábal scoorde tweemaal in het duel tussen Atlético Nacional en een gelegenheidsformatie. Daarin speelden onder anderen Carlos Valderrama, Enzo Francescoli, Álex Aguinaga, Iván Hurtado, René Higuita, Juan Pablo Ángel, Faryd Mondragón, Jorge Bermúdez, Leonel Álvarez, Freddy Grisales, Sergio Galván Rey, Mario Yepes, John Jairo Tréllez, Mauricio Serna en Gerardo Bedoya.

## Interlandcarrière
Aristizábal speelde 66 officiële interlands voor Colombia in de periode 1993-2003, en scoorde vijftien keer voor de nationale ploeg. Onder leiding van bondscoach Francisco Maturana maakte hij zijn debuut in de vriendschappelijke uitwedstrijd tegen Venezuela (0-0) op 24 februari 1993, net als Geovanis Cassiani, Mauricio Serna, Víctor Pacheco en Hernán Gaviria. Hij viel in dat oefenduel na 61 minuten in voor Carlos Valderrama.
Aristizábal nam met Colombia onder meer deel aan het WK voetbal 1994, het WK voetbal 1998 en de Olympische Spelen van 1992 in Barcelona. Hij won met zijn vaderland in 2001 de Copa América, waar hij uitgroeide tot topscorer met zes doelpunten.

## Erelijst
Atlético Nacional
- Copa Mustang

1991, 1994, 2005 (A), 2007 (A), 2007 (F)
- Topscorer Copa Mustang

2005-A (16 goals)
- Copa Interamericana

1989
- Copa Merconorte

2000
 Cruzeiro
- Campeonato Brasileiro

2003
- Copa do Brasil

2003